# Municipio de Johnston (Ohio)
El municipio de Johnston (en inglés: Johnston Township) es un municipio ubicado en el condado de Trumbull en el estado estadounidense de Ohio. En el año 2010 tenía una población de 1952 habitantes y una densidad poblacional de 30,22 personas por km².

## Geografía
El municipio de Johnston se encuentra ubicado en las coordenadas 41°23′17″N 80°39′53″O / 41.38806, -80.66472. Según la Oficina del Censo de los Estados Unidos, el municipio tiene una superficie total de 64.59 km², de la cual 64,59 km² corresponden a tierra firme y (0 %) 0 km² es agua.

## Demografía
Según el censo de 2010, había 1952 personas residiendo en el municipio de Johnston. La densidad de población era de 30,22 hab./km². De los 1952 habitantes, el municipio de Johnston estaba compuesto por el 97,59 % blancos, el 0,36 % eran afroamericanos, el 0,31 % eran asiáticos, el 0,67 % eran isleños del Pacífico y el 1,08 % eran de una mezcla de razas. Del total de la población el 0,87 % eran hispanos o latinos de cualquier raza.